# Praia Clube (Fortaleza)
O  Praia Clube é um clube de basquete brasileiro extinto que tinha sua sede em Fortaleza.

## Títulos
- Campeonato Cearense de Basquete [1] : 1939 e 1944